# Entalina
Entalina is een geslacht van tandschelpen uit de  familie van de Entalinidae.

## Soorten
- Entalina adenensis Ludbrook, 1954
- Entalina dorsicostata Lamprell & Healy, 1998
- Entalina emersoni Maxwell, 1992 †
- Entalina inaequisculpta Ludbrook, 1954
- Entalina mirifica (E. A. Smith, 1895)
- Entalina platamodes (Watson, 1879)
- Entalina subterlineata (Tomlin, 1931)
- Entalina tetragona (Brocchi, 1814)